# 兩彈一星

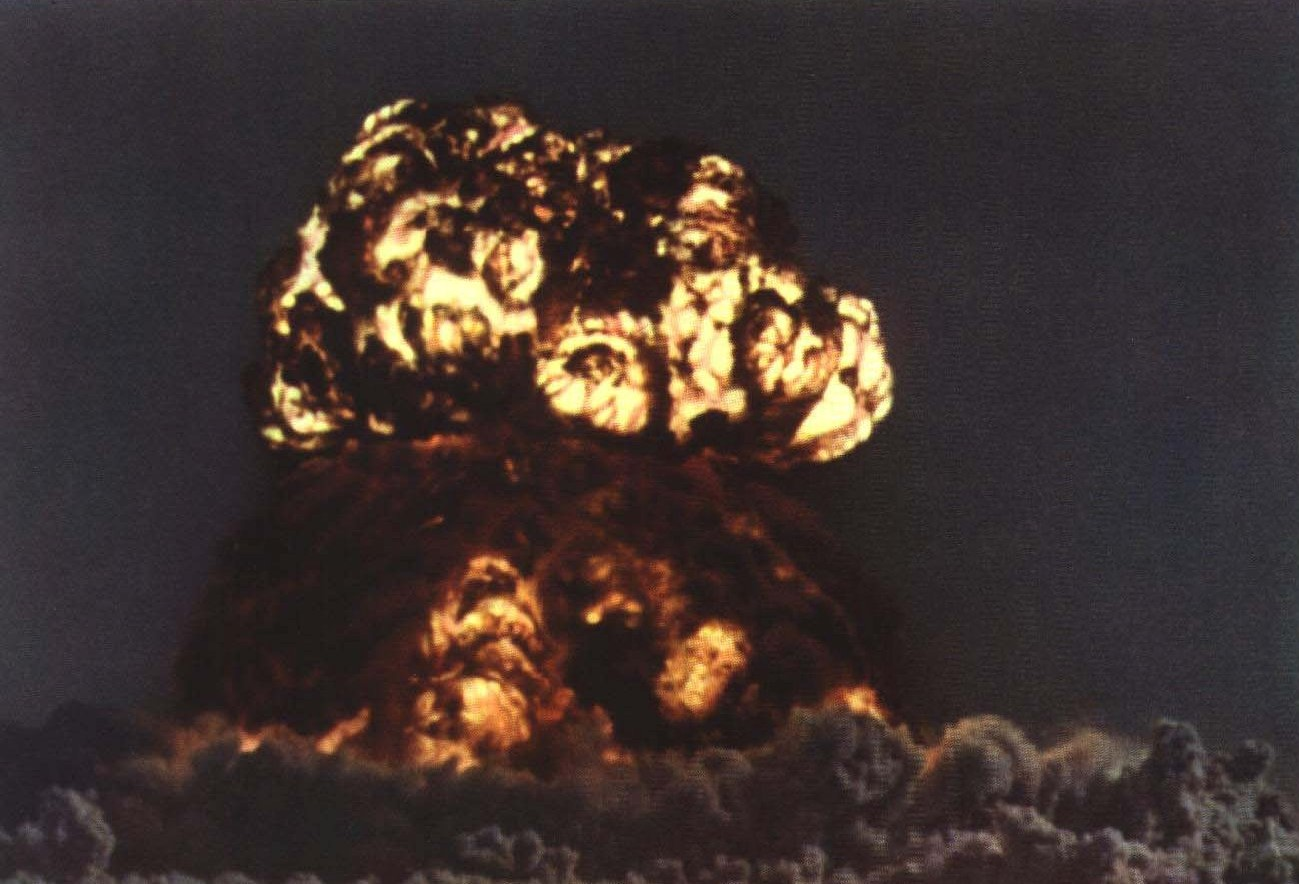
596原子弹于1964年10月16日爆炸成功。

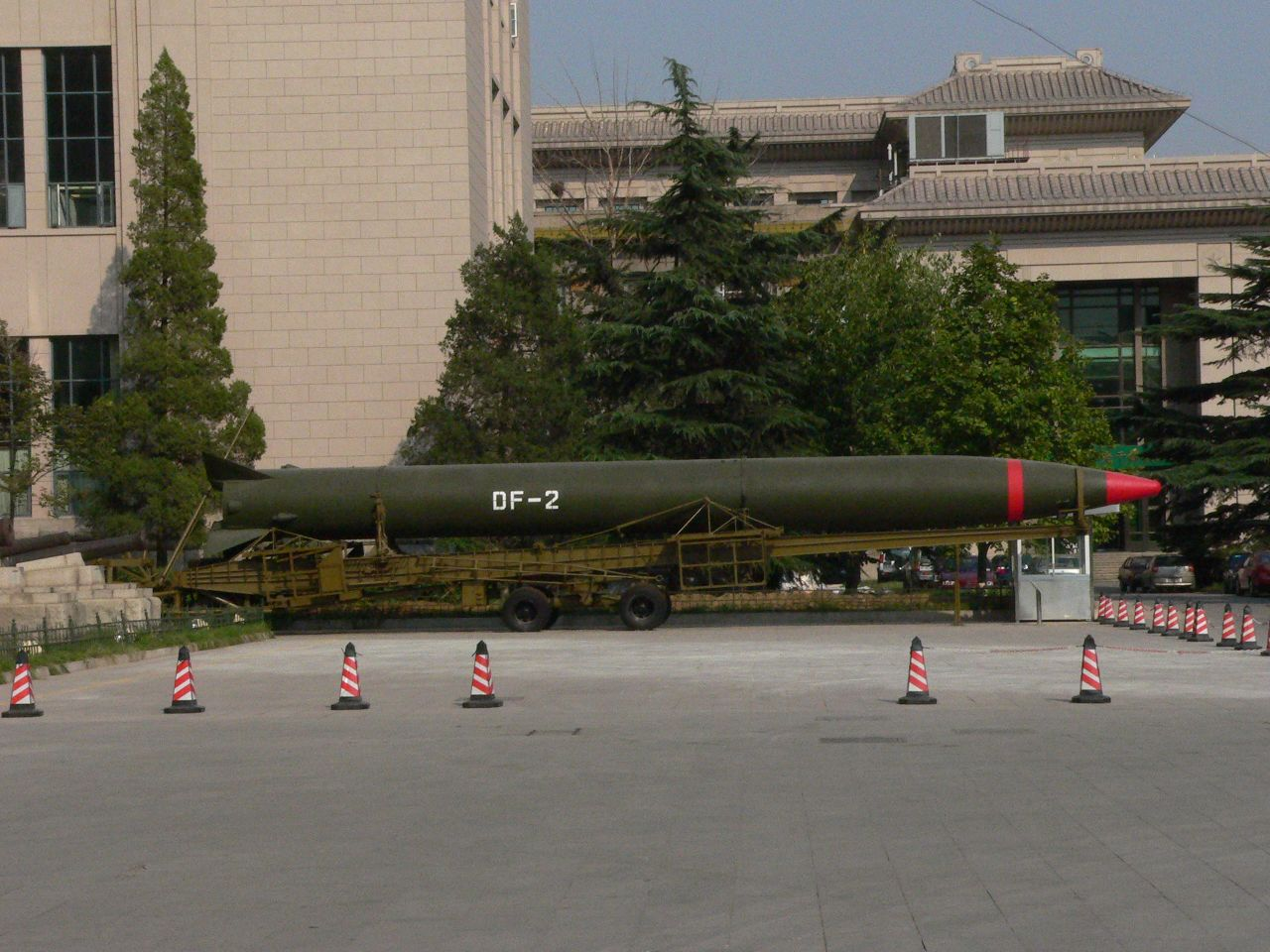
東風二型飛彈于1964年6月发射成功，1966年10月与原子弹完成“两弹结合”。

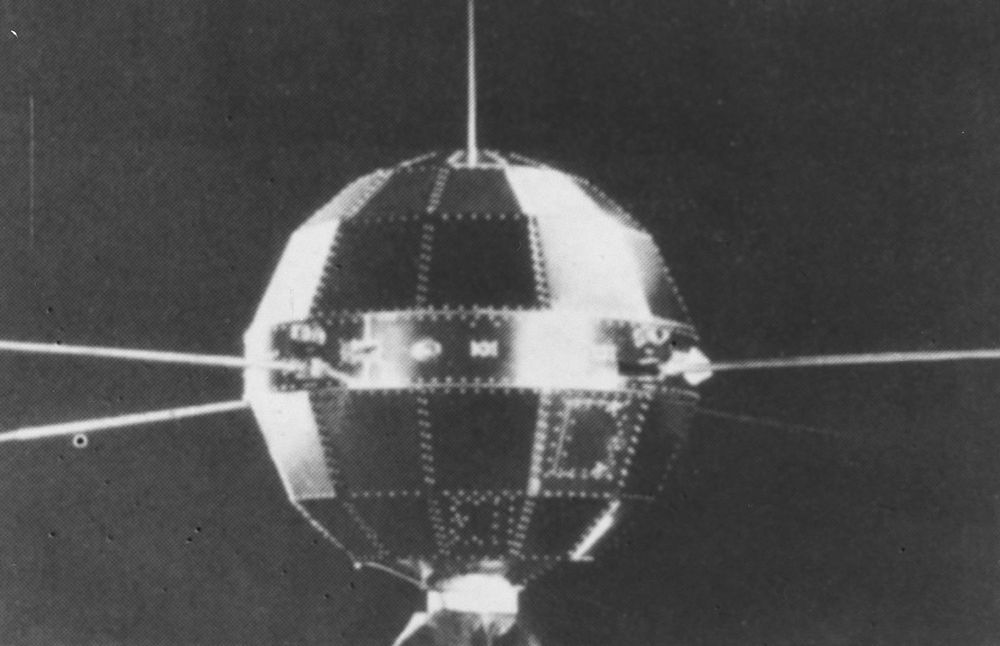
“东方红一号”人造卫星于1970年4月发射成功。

“两弹一星”是中华人民共和国对核武器（原子弹、氢弹）、导弹以及人造卫星的简称，其称法于1999年正式面世，首任中华人民共和国国务院总理周恩来是两弹一星研发的主要负责人。1960-1970年间，中华人民共和国分别成功爆炸了第一枚原子弹（1964年）、试射了第一枚装载核弹头的地对地导弹（1966年）、爆炸了第一枚氢弹（1967年）、发射了第一颗人造卫星（1970年）。其中，1964年10月16日，596原子弹在罗布泊成功爆炸，使得中国成为世界上第五个拥有核武器的国家；而1970年4月“东方红一号”人造卫星在酒泉发射升空，使得中国成为世界上第五个能独立发射人造卫星的国家。
1945年美国“曼哈顿计划”的成功标志着人类进入核子时代。中国大陆的核武器研发计划始于1945年抗日战争结束后的中华民国蒋介石政府，获得部分美国人士的支持，但美国政府对外实行了技术封锁。1949年中华人民共和国成立前后，一批在海外留学或工作的科研人员陆续回到中国大陆，与此同时苏联继美国之后成功研制出原子弹。1952年朝鲜战争期间，苏联拒绝了中国大陆关于援助研制核武器的请求，中方的研发计划因此搁浅。1953年斯大林逝世后，新任苏联领导人赫鲁晓夫同意帮助中国大陆建立核反应堆、和平利用原子能，又因苏联于1957年成功发射人类首颗人造卫星，毛泽东等党和国家领导人遂于1950年代中后期启动了原子弹、导弹以及人造卫星的研制，1960年前获得了苏联方面的重要支持和援助。研发和试验基地选址于人迹罕至的西北地区，包括青海221基地、新疆罗布泊马兰基地以及位于甘肃和内蒙交界处的酒泉发射场等，至少数万人参与了建设与研制。但此后两弹一星的研发经历了1960-1970年代中苏交恶、三年困难时期、文化大革命等重大历史事件的冲击，期间苏联于1969年一度计划核打击两弹一星基地以及北京等中国大陆重要工业城市。
两弹一星的研制成功是中华人民共和国历史上前期科技实力发展的标志性事件，其研发过程中科研人员在导弹、人造卫星、遥感与制控等方面取得的成果，也为之后的“863计划”以及中国航天的进一步发展打下了基础。此外，拥有核导弹的中国人民解放军战略导弹部队（即第二炮兵）也于1966年两弹一星研发期间成立，使得中华人民共和国的军事和国防力量得以增强。但核试验亦造成了核辐射、核污染等负面影响。另一方面，冷战期间，在美苏展开核军备竞赛、太空竞赛的大背景下，世界各国政府和媒体对于中华人民共和国成功研制核武器以及人造卫星，反应不一；其中，美国、英国作为1963年《部分禁止核试验条约》的签署国，其政府对中国大陆的原子弹核试验表示了失望和遗憾，苏联官媒对中国的核试验和卫星上天均未作过多的报道和评论，而越南、朝鲜等国的政府首脑则对中国表示支持。

## 名词释义
1999年5月5日，新华社将前中顾委常委、中国科学院副院长张劲夫的署名文章《请历史记住他们——关于中国科学院与“两弹一星”的回忆》以通稿发出，文章提及“两弹一星”为原子弹、导弹和人造卫星，并首次向外界披露这段历史；次日《人民日报》、《科学时报》等中国大陆官方媒体在头版头条刊发此文。1999年9月18日，中国共产党中央委员会、中华人民共和国国务院以及中央军事委员会举行了表彰“两弹一星”元勋的大会，并颁发了两弹一星功勋奖章，“两弹一星”的提法正式面世。在次日《人民日报》的官方社论中，未对“两弹一星”给出明确定义，但提及了原子弹、氢弹、导弹、人造卫星。
关于“两弹一星”的具体含义，中国大陆的官方文献存在以下几种解释：
- 核弹（原子弹、氢弹）、导弹、人造卫星[1][2][3]
- 原子弹、导弹、人造卫星[3][49][50]
- 原子弹、氢弹、人造卫星[2][54]

依据前解放军第二炮兵副司令、中华人民共和国国史学会“两弹一星”分会的会长张翔，“两弹一星”这个词最早是从邓小平1988年的一次讲话中延伸出来；邓在视察北京正负电子对撞机工程时，在讲话中说：“如果六十年代以来中国没有原子弹、氢弹，没有发射卫星，中国就不能叫有重要影响的大国，就没有现在这样的国际地位。这些东西反映一个民族的能力，也是一个民族、一个国家兴旺发达的标志。” 也有中国政府官方及其它文献称，“两弹一星”最初是指原子弹、导弹和人造卫星，而“两弹”中的原子弹后来演变为原子弹和氢弹的合称。

## 历史背景

### 二战及国共内战

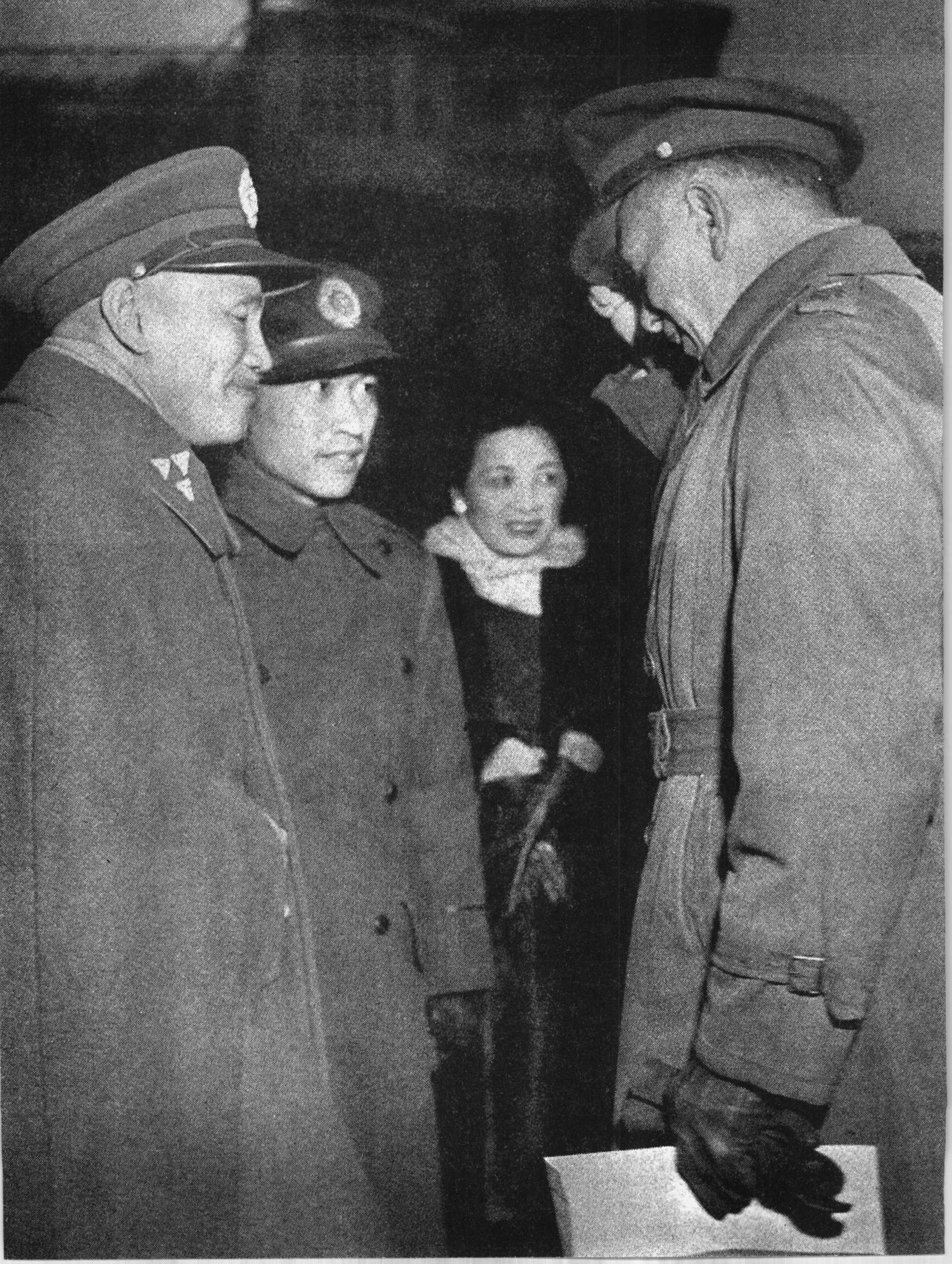
1947年1月，蒋介石、宋美龄夫妇在江苏南京送行马歇尔将军返美出任国务卿。二战期间美国与中国结盟并提供了援助，并在战后试图调解国共军事冲突。

1939年第二次世界大战全面爆发的同时，爱因斯坦于1939年8月致信时任美国总统富兰克林·罗斯福，促成了美国研制原子弹的“曼哈顿计划”。1942年12月，物理学家恩里科·费米等人研制出人类第一座核反应堆“芝加哥1号堆”；在此基础上，1945年7月16日，在物理学家罗伯特·奥本海默等人的主持下，美国在新墨西哥州成功爆炸了第一颗原子弹，人类自此进入核子时代。1945年8月，美军在日本广岛、长崎分别掷下“小男孩”和“胖子”两枚原子弹，日本随即宣布投降，第二次世界大战结束。与此同时，中国大陆抗日战争结束，随后中美联合参谋本部参谋长阿尔伯特·魏德迈向时任中华民国军政部次长俞大维提前送阅机密《史迈斯报告》，并建议派人去美国学习有关原子弹的技术，获得中华民国领导人蒋介石的批准，民国政府遂于1946年决定派出吴大猷、曾昭抡、华罗庚三位科学家及助手赴美国考察。虽然此后美国告知不会向其他任何国家开放原子弹研制技术，但部分中方考察组的成员如李政道、朱光亚、唐敖庆留在了美国攻读相关方向的物理学或化学博士学位。1946年8月，民国学者顾毓琇在美国访问发明回旋加速器的物理学家欧内斯特·劳伦斯时，获同意协助中国建造该型加速器，蒋介石闻知后“批拨50万美金，作为研制原子弹的经费。” 旅法物理学家钱三强受邀于1948年归国，同时提议在北平建立原子核物理研究所。

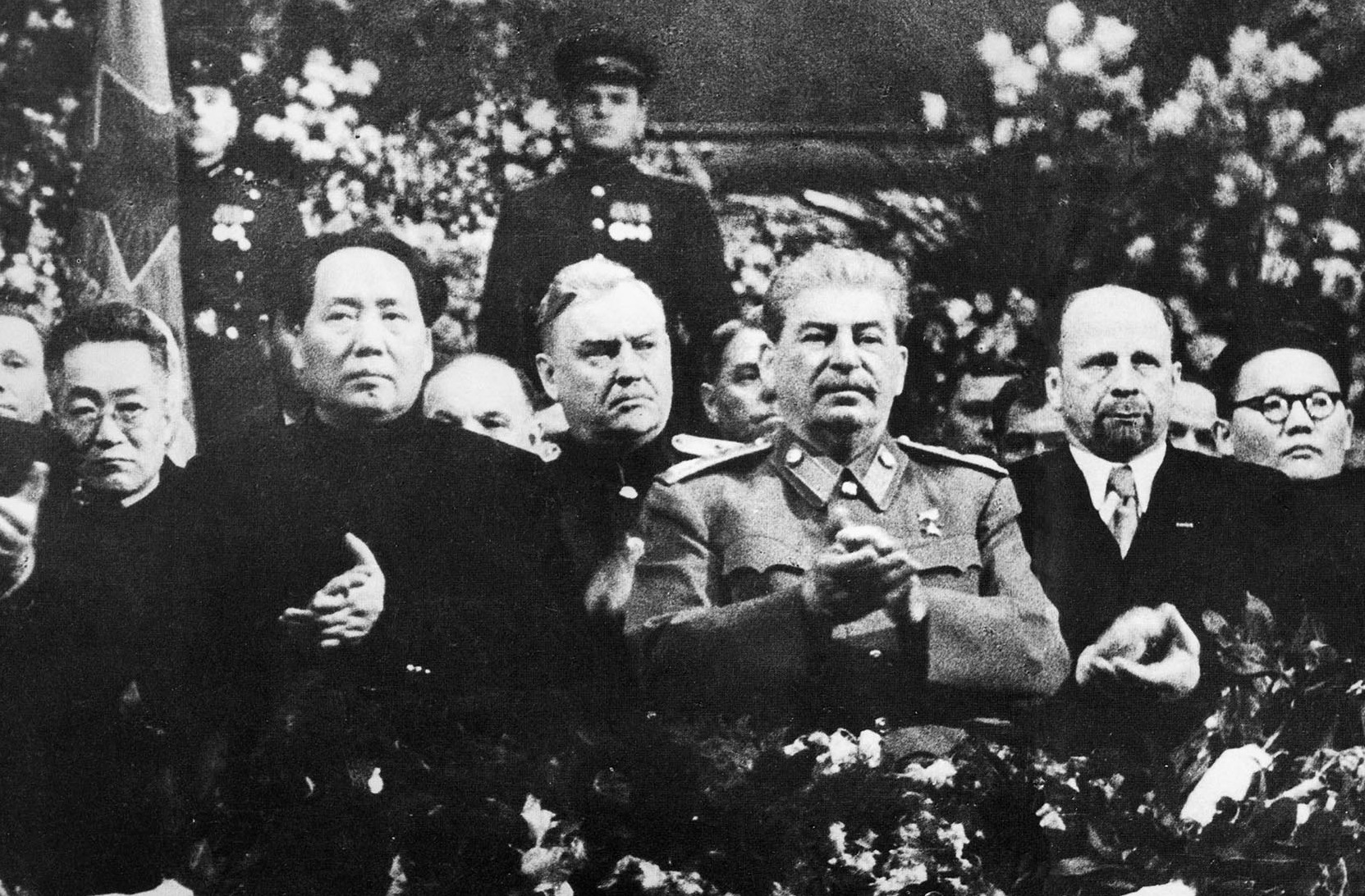
1949年12月，毛泽东在苏联莫斯科出席斯大林的生日庆典。中华人民共和国成立初期，实行对以苏联为首的社会主义阵营“一边倒”的外交政策。

而在中国大陆第二次国共内战初期，中国共产党主席毛泽东于1946年8月在会见美国记者安娜·路易斯·斯特朗时，称“原子弹是美国反动派用来吓人的纸老虎，看样子可怕，实际上并不可怕。当然，原子弹是一种大规模屠杀的武器，但是决定战争胜败的是人民，而不是一两件新式武器。” 也有资料显示，1946年起中共安全部门负责人康生已经开始招募在海外的华裔科学家，尤其是火箭和核能专家。至国共内战末期，中共派人接洽钱三强，并允诺相关研究经费。而与此同时，苏联于1949年8月29日在塞米巴拉金斯克基地成功试爆了RDS-1原子弹，成为世界上第二个拥有核武器的国家；此后在冷战的数十年间，美苏两国展开了大规模的核军备竞赛、太空竞赛。另一方面，虽然时任苏联领导人约瑟夫·斯大林拒绝了中共刘少奇等人于1949年8月访苏期间提出的参观核设施的请求，但还是给中共代表团观看了有关核试验的纪录片。1949年10月中华人民共和国成立，年底毛泽东率团访问苏联，与斯大林商谈签署《中苏友好同盟互助条约》，期间还观看了苏联进行核试验的纪录片；毛泽东向斯大林提出希望能获得苏联的帮助研制原子弹，斯大林则只是表示，可以向中方提供核保护。毛泽东在此次访问归国的途中，曾对身边的工作人员叶子龙说到，“这次到苏联，开眼界哩！看来原子弹能吓唬不少人。美国有了，苏联也有了，我们也可以搞一点嘛。”

### 朝鲜战争前后

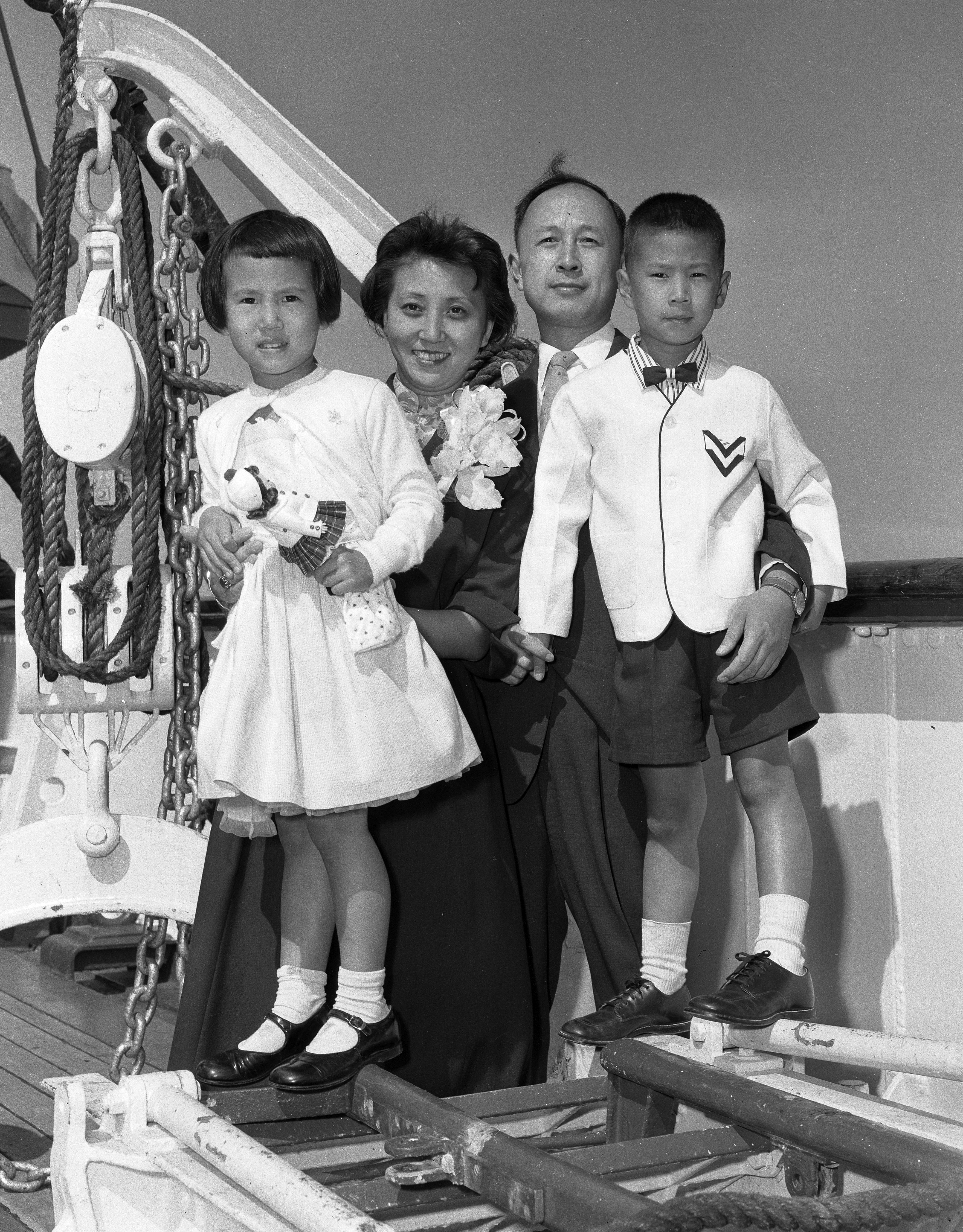
1955年，中共以释放部分美国在朝鲜战争中的战俘作为交换，使得导弹专家钱学森及家人得以回到中国大陆。

1946-1949年，蒋介石及国民党政权在中国大陆第二次国共内战中逐渐失利，于1949-1950年间退守台湾；同时，蒋政府制定并实施了“抢救学人”计划，一批科研人员随同迁往台湾，但还有相当部分人士选择留在中国大陆或远赴海外。1950年6月，在苏联斯大林的支持下，北韩金正日政权出兵进攻南韩，朝鲜战争爆发，以美军为主的联合国军随即参战支援南韩。朝鲜战争爆发后的第二天，时任美国总统哈里·杜鲁门派出美军第七舰队驶入台湾海峡，执行“维和”任务，一方面阻止中共解放军武力进攻台湾，另一方面要求在台湾的中华民国政府停止任何对大陆的海空行动。1950年10月，毛泽东等人派出中国人民志愿军进行“抗美援朝”，并在中国大陆开展了对美国的“三视教育运动”。1950年11月，美方开始考虑对北韩及中国东北地区进行核打击；1951年3、4月间，中共在东北地区和华北地区集结了大量兵力，苏联也在中国东北和其远东海域进行了大规模兵力集结，杜鲁门遂派遣九架携带核武器的B-29轰炸机（一说B-50轰炸机）飞往关岛的美军基地，美军侦察机随即飞越中国东北、华东地区寻找打击目标，但杜鲁门最终于1951年6月底放弃了此次核攻击计划。1953年7月，朝鲜战争的参战各方在朝鲜板门店签署《朝鲜停战协定》。有学者和分析人士认为，朝鲜战争期间美国对中国大陆所展现的核威胁，促使毛泽东等人希望拥有核武器。
与此同时，朝鲜战争期间，1952年11月，美国在太平洋伊鲁吉拉伯岛成功爆炸了人类第一颗氢弹“常春藤麦克”。同年，中华人民共和国向苏联请求给予研制核武器方面的援助，但遭到拒绝，迫使中央人民政府政务院在制定《第一个五年计划》、中央军委和总参谋部在编制《五年军事计划纲要》时放弃了研制原子武器的想法。此后不久，1953年8月，苏联在塞米巴拉金斯克基地成功爆炸了RDS-6s氢弹，成为世界上第二个拥有热核武器的国家。另一方面，朝鲜战争期间，美国国内反共浪潮“麦卡锡主义”盛行，罗伯特·奥本海默、弗兰克·马利纳等美国核物理或导弹专家遭到美国官方的调查甚至迫害，钱学森等在美科学家亦遭美国政府调查、监视居住，最终返回中国大陆。

## 历史沿革

### 早期筹备及研发

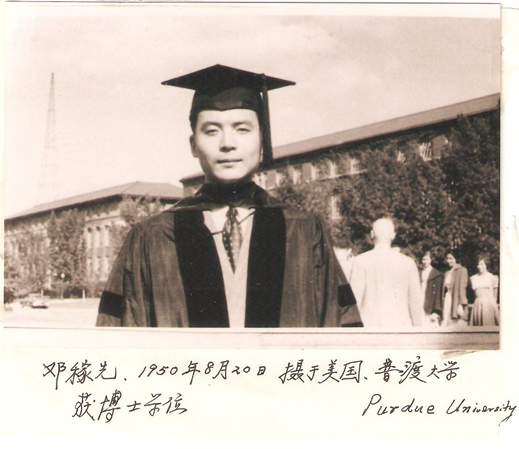
中华人民共和国成立前后，邓稼先等一批留学海外的科研工作者陆续回到中国大陆。1993年，物理学家杨振宁曾撰文将邓稼先与“原子弹之父”奥本海默相提并论。

1940年代—1950年代，钱三强、邓稼先、钱学森等一批留学或工作在海外的科研工作者陆续回到中国大陆；其中部分人士如朱光亚是在1945年抗日战争胜利后，由中华民国蒋介石政府派出赴美国考察学习，当时蒋提出中国也要做原子弹。中华人民共和国成立初期，1950年5月，中国科学院近代物理研究所在北京成立，吴有训为首任所长。1953年3月斯大林逝世，1954年10月新任苏联领导人赫鲁晓夫访华，期间毛泽东自朝鲜战争后再次提出对原子能、核武器感兴趣，希望苏联能给予帮助；赫鲁晓夫则劝阻说核武器研发耗资巨大，只要有苏联的核保护伞即可，但同意帮助中国建立一个小型实验性核反应堆，和平利用原子能。与此同时，中国地质队在广西找到了可用作核燃料的铀矿，毛泽东继而在1955年1月15日的中共中央书记处扩大会议上，作出了研制核武器的决策，认为原子弹“这事总是要抓的，现在到时候了，该抓了，我们只要有人，又有资源，什么奇迹都可以创造出来。” 此次会议的保密程度极高，会议及中共中央政治局通过了代号为“02”的核武器研发计划；自此，中华人民共和国的核武器研发在苏联帮助下、在和平利用原子能的帷幕下逐渐展开。但也有学者认为，1955年1月会议的决策更可能是发展原子能事业，而非研制原子弹。

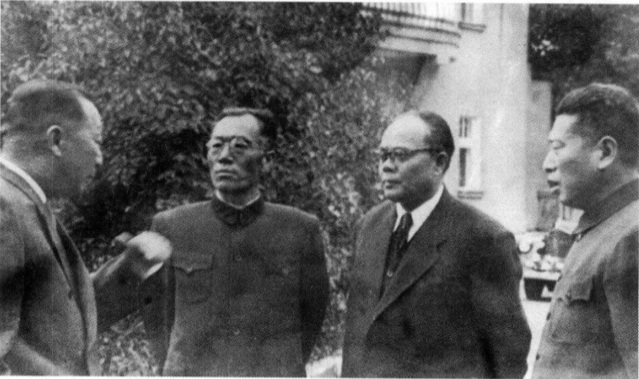
从左至右：聂荣臻、万毅、李强、宋任穷在苏联访问（1957年）

1956年2月17日，钱学森向中共中央递交了《建立我国国防航空工业意见书》，提出建立导弹工业应“研究、设计和生产三面并进”，并建议向苏联派遣留学生学习导弹制造、设计与研究，同时建议聘请苏联专家为中国设计大型风洞、发动机试验设备等研究设施。4月25日，毛泽东在《论十大关系》的报告中认为，中国“不但要有更多的飞机和大炮，而且还要有原子弹。在今天的世界上，我们要不受人家欺负，就不能没有这个东西。” 10月8日，中华人民共和国第一个导弹和火箭的研究机构国防部第五研究院正式成立；10月15日，聂荣臻根据钱学森的意见向彭德怀、周恩来递交了《加强我国研制导弹问题的报告》，其中提出“我们对导弹的研究制造应采取自力更生为主，力争外援和利用资本主义国家已有的科学成果为辅”的方针。11月，第三机械工业部成立（1958年改为第二机械工业部），具体负责原子能事业的建设和发展，宋任穷担任部长。同年，在周恩来、陈毅、李富春、聂荣臻的主持下，召集了全国各领域600多名专家和工程技术人员以及近百名苏联专家参加规划编制工作，最终于1956年12月制订了《1956-1967年科学技术发展远景规划纲要》。
1957年5月，十余位苏联核物理专家抵达中国大陆，与时任中国科学院近代物理研究所所长钱三强等人展开合作，对中国核科学的发展和人才培养提供了重要帮助。1957年苏联爆发“六月事件”，赫鲁晓夫遭到苏共党内势力的强力挑战，7月赫鲁晓夫派米高扬访华寻求中共中央支持，鉴于赫鲁晓夫在政治上有求于中方，毛泽东、聂荣臻等人在表态支持赫鲁晓夫的同时借此交涉核技术援助，获得苏方同意；据解密的苏联档案，赫鲁晓夫不顾苏联军方坚决反对，决定向中国提供原子弹生产技术，并帮助中国大陆建立核工厂。1957年9月，聂荣臻率中国代表团访苏，10月中苏签订《中苏国防新技术协定》，协定规定苏联为中国提供原子能工业、原子弹技术、导弹等多方面援助；譬如，苏联援助了中国两枚地对空P2导弹，一颗供钱学森领导的第五研究院解剖仿制，另一颗供酒泉发射基地进行测试，以检验这个基地的各项建设是否过关。

### 政治运动及中苏交恶
1957年，毛泽东等中共高层发动了“反右运动”，至少55万知识分子和民主党派人士受到迫害，其中科学家如钱三强、钱伟长等遭到批判，后者更是被划为“极右分子”、反动学术权威，也因此失去了参加两弹一星研发的机会。在此期间，1957年10月4日苏联先于美国成功发射了人类第一颗人造卫星，又于11月3日将太空犬莱卡成功送入太空；11月毛泽东率团访问苏联参加共产党和工人党国际会议，针对以美国为首的“帝国主义”，毛泽东遂认为既然社会主义阵营力量强大，则无需谈判，说道：“大不了就是核战争，核战争有什么了不起，全世界27亿人，死一半还剩一半，中国6亿人，死一半还剩3亿，我怕谁去。” 时任苏联领导人赫鲁晓夫在其回忆录中提到，毛泽东的发言使得会场上出现坟墓般沉默，捷克斯洛伐克、波兰等国的共产党领导人随后对毛的言论提出了不满和批评，时任捷共第一书记诺沃提尼说：“毛泽东同志说他们准备损失6亿人口中的3亿。那我们怎么办？我们只有1200万人。”

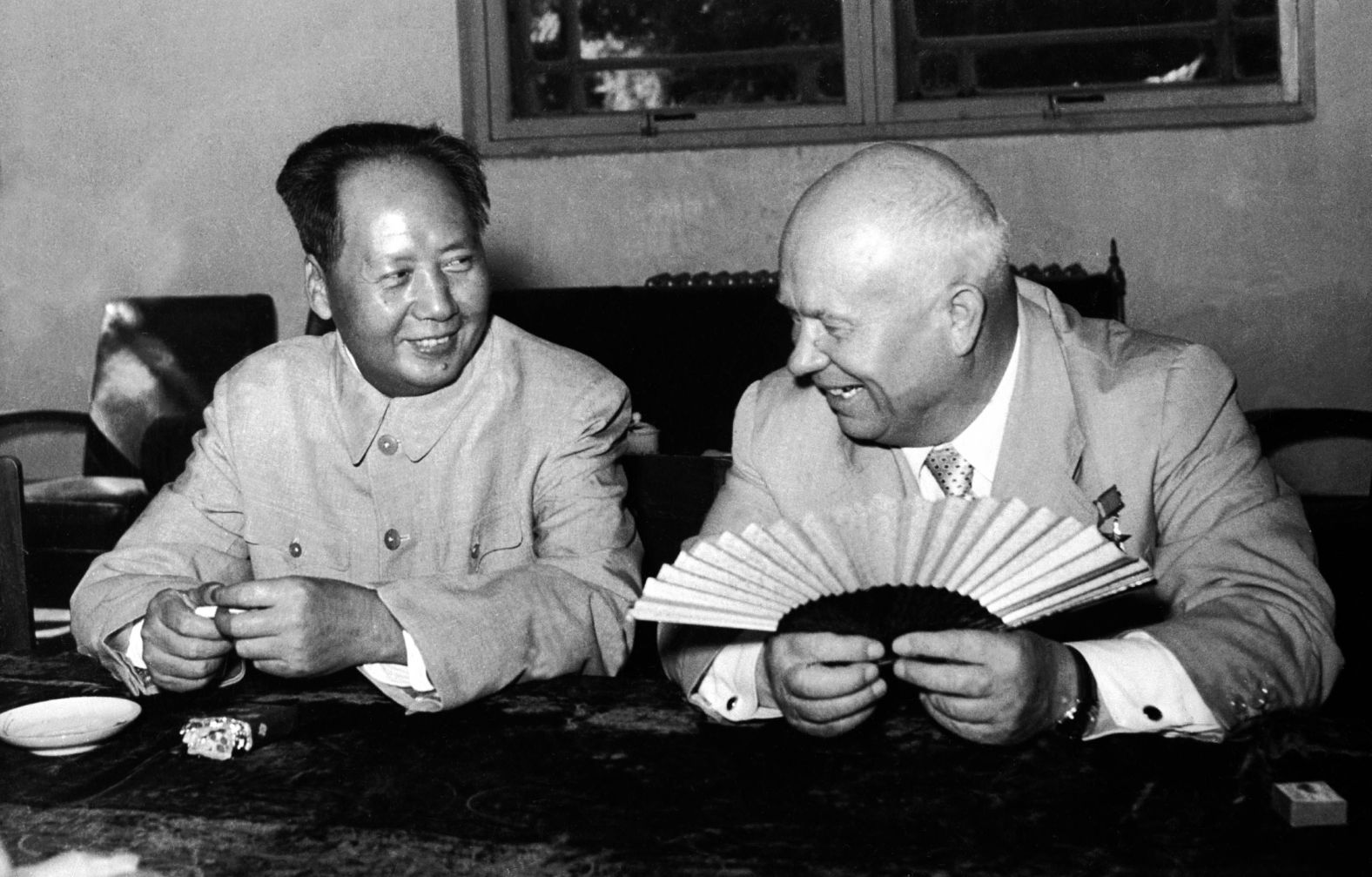
1958年7月，时任苏联领导人赫鲁晓夫秘密访华，与毛泽东会面，双方在中国是否要发展核武器等问题上产生分歧。

1958年5月，毛泽东在中共八大二次会议上再次提到：“打原子仗，我们死一半还有三亿人口。... 原子仗现在没经验不知要死多少。最好剩一半。次好剩三分之一。二十几亿人口剩几亿，几个五年计划就发展起来，换来了一个资本主义全部灭亡。取得永久和平，这不是坏事。” 在此次会议上，毛泽东还说到：“我们也要搞人造卫星。” 同月，青海“221”核武基地在青海省的金银滩开始秘密筹建，此后数以千计的藏族和蒙古族牧民被迁出。6月21日，毛泽东在中共中央军委扩大会议上提出：“还有原子弹，听说就是这么大一个东西，没有那个东西，人家就说你不算数。那么好，我们就搞一点。搞一点原子弹、氢弹、洲际导弹，我看有十年功夫是完全可能的。” 7月31日，赫鲁晓夫访华，他认为中国无需发展核武器，提出“和平共处”是苏联对外政策的基础，与毛泽东在诸多问题上产生严重分歧，中苏关系恶化。8月30日，在苏联的援助下，中华人民共和国在北京建成了第一座实验性原子反应堆；同月，张劲夫召集钱学森、赵九章等专家成立了“中国科学院581组”，负责研究人造卫星问题。10月16日，国防部国防科学技术委员会成立，聂荣臻担任主任。

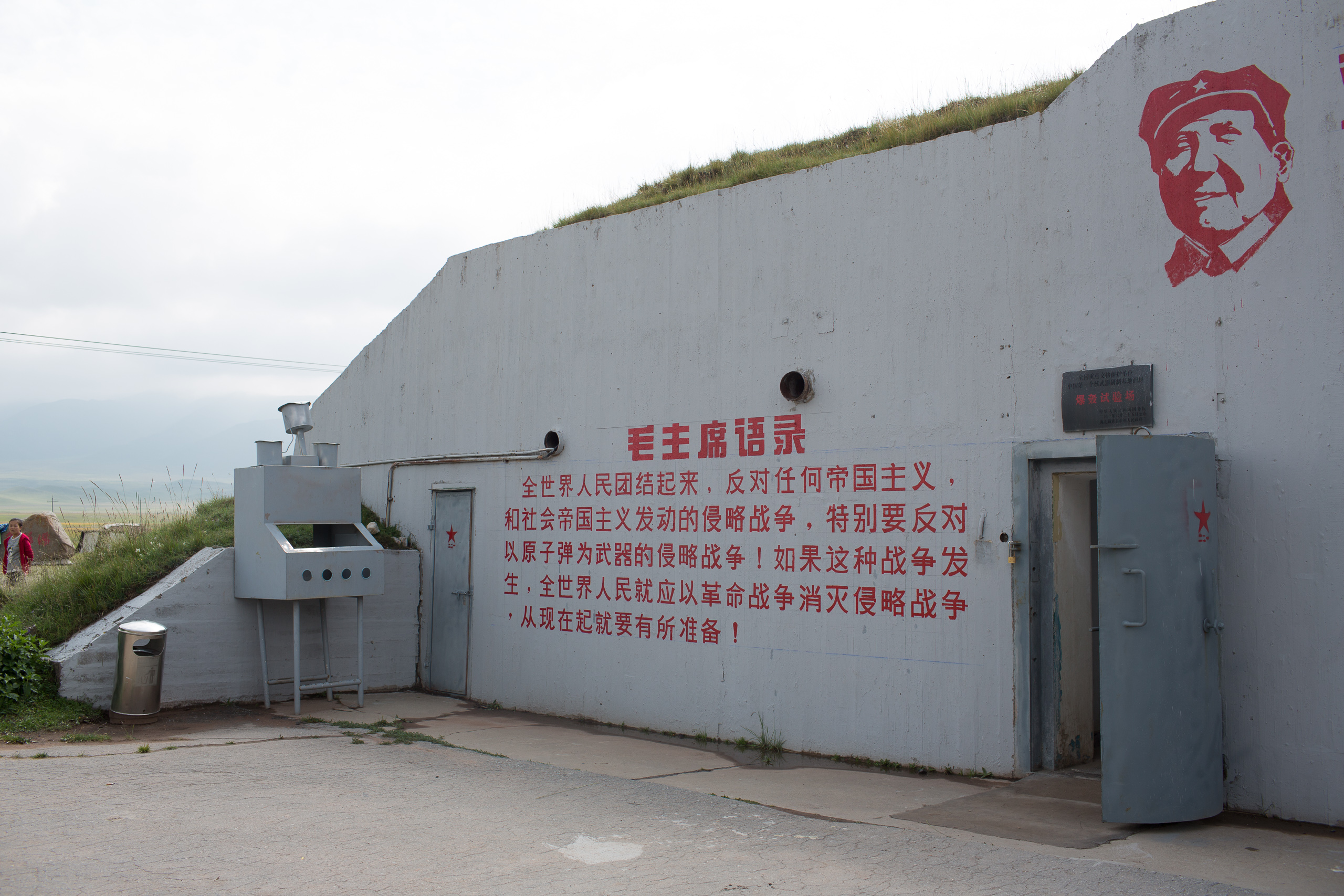
青海“221”核武基地墙上印刷的《毛主席语录》

另一方面，1958年毛泽东主导发动了“大跃进”以及“人民公社化运动”等，导致中国大陆于1959-1961年间经历三年困难时期，数千万人死于大饥荒，对两弹一星的研发造成冲击。在此期间，钱学森还曾在《人民日报》（1958年4月29日）、《中国青年报》（1958年6月16日）、《知识就是力量》（1959年第5期）等报刊杂志上发文迎合大跃进，尝试用科学论证此次运动中“高指标”、“浮夸风”等目标的可行性，对大跃进产生了推波助澜的影响。1959年6月，苏联以正在和美国、英国谈判关于禁止核武器试验的条约为由，暂缓对中国大陆的核项目提供核武器样品和技术资料，此后中国专家利用苏方的图纸与设备继续自己研制原子弹。1960年6月下旬，赫鲁晓夫和苏共在布加勒斯特会议上抨击中共的“大跃进”等政策和做法，自此中苏论战走向公开化，7月苏联方面突然宣布将于9月1日前撤走所有的1390位专家和相关资助，343项技术援助合同被取消、257项科技合作项目被中止，“中苏交恶”。由于这一系列不利事件，1961年起中共中央领导人之间对是否继续发展两弹一星存在争论和分歧，其中聂荣臻等人主张继续推进两弹一星的研发。1961年7月16日，中共中央作出《关于加强原子能工业建设若干问题的决定》，决定自力更生，组织力量，突破原子能技术。至1962年，中国大陆的铀-235生产以及对原子弹的理论、结构、工艺设计研究都取得了重要突破。1962年11月17日，经中共中央主席毛泽东、国家主席刘少奇、中共中央总书记邓小平等人同意，正式成立了以时任国务院总理周恩来为主任的15人专门委员会，即“中共中央专门委员会”，包括了贺龙、聂荣臻、罗瑞卿等人，成为中共中央领导国防尖端事业的最高决策机构。

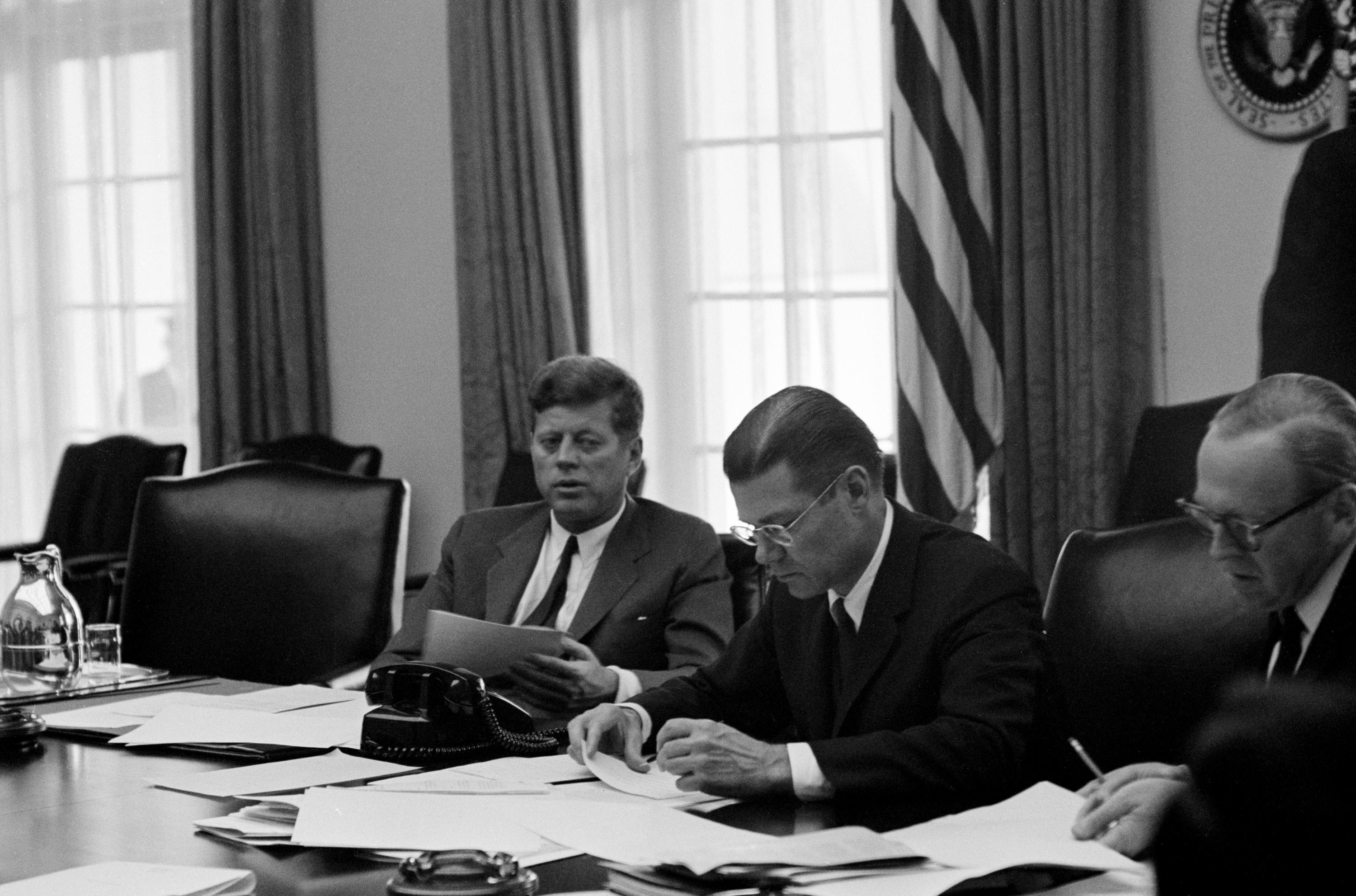
1962年10月，美国总统肯尼迪（左）与美国国防部长麦克纳马拉（中）等人在商议古巴导弹危机。与此同时，肯尼迪政府认为中国的核武器研发构成一定威胁。

与此同时，毛泽东及中共批判赫鲁晓夫等人在1962年10月的美苏“古巴导弹危机”中退缩，认为赫鲁晓夫“在战略上犯投降主义的错误”、“在战术上犯冒险主义的错误“，而苏联、捷克共产党人士则认为中共的立场会导致核战争。据中、美解密档案，因古巴导弹危机、中印边界冲突等一系列事件，1960年代初的美国政府认为中华人民共和国比苏联更为激进、好战，一度想阻止中国大陆的核武器研发，并制定了破坏中国核设施的具体措施，包括实施核打击。1963年7月，时任美国总统约翰·肯尼迪试图说服赫鲁晓夫禁止中国的核武器试验和开发，并协同合作对中国采取行动，但未获得赫鲁晓夫的同意。而另一方面，苏联随后于同年8月与美国、英国签署了《部分禁止核试验条约》，限制核武器试验，也使得中苏关系雪上加霜。同年9月，时任中华民国国防部部长蒋经国访美期间，与肯尼迪等人会面，也曾与美方讨论派遣空降部队袭击大陆核设施的可能性。1964年，在中国大陆第一颗原子弹试爆前夕，肯尼迪的继任者林登·约翰逊再次组织商讨对策，包括是否联合苏联对中国大陆的核设施进行先发制人的军事打击。

### 重要节点和里程碑

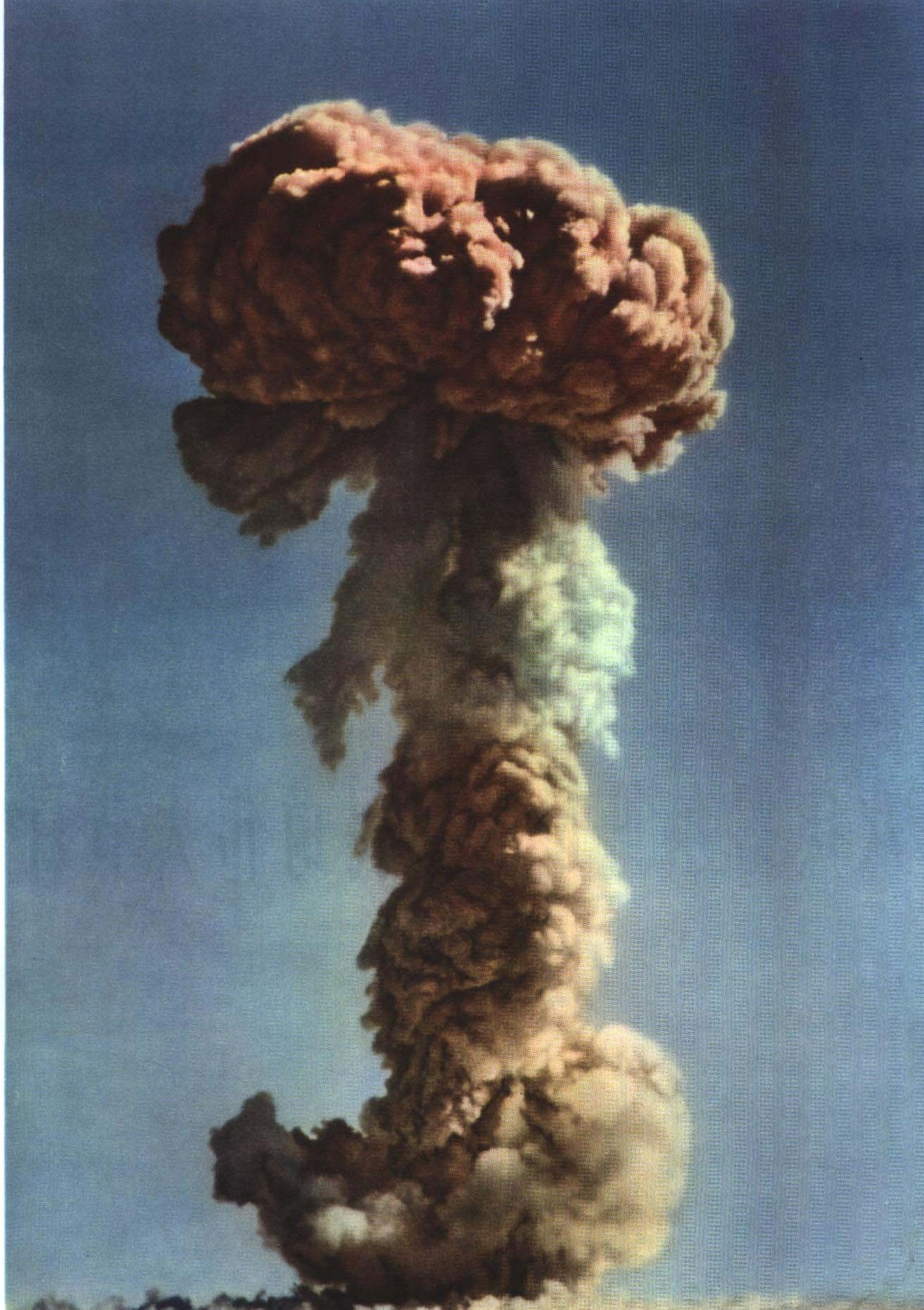
1964年10月16日，中国大陆首枚原子弹爆炸（《人民画报》1965年第1期）

中华人民共和国“两弹一星”的研究机构及重要基地，集中于1956-1959年间成立或开始兴建。1958年起，苏联向中国提供了所需核工业设备，并派出了近千名专家，参与了中国大陆各试验场地、相关工厂的选址和建设，至1960年9月完全终止援助。
- 1956年10月8日，国防部第五研究院在北京正式成立，是中华人民共和国第一个导弹和火箭的研究机构[99][100][161]。
- 1958年5月，中国大陆的青海“221”核武基地位于青海省的金银滩开始秘密筹建，此后一度有多达3万余名科研及相关人员在此工作，该基地负责研制中华人民共和国的第一颗原子弹和第一颗氢弹，还参与研制了能够搭载弹头的导弹[22][23][106][124]。
- 1958年5月，中国大陆的第一个铀浓缩工厂“五〇四厂”在甘肃兰州开工建设，该工厂此后生产出了首批原子弹所需的核燃料高浓缩铀[162][163]。
- 1958年8-9月，中国科学院581组在北京成立，负责研制人造卫星，但卫星发射项目于1965年才正式立项落实[21][123][164]。
- 此外，两弹一星的发射中心选址在内蒙古与甘肃交接的酒泉，于1958年开始筹建，数万名军人参与了基地建设[22]；而核试验基地则选址在新疆罗布泊，又称“马兰基地”，于1959年开始筹建，上万名士兵和工人参与了建设[22][24]。

中华人民共和国“两弹一星”的研发项目于1960-1970年间获得成功。而早在1958年8月30日，在苏联的援助下，中国第一座原子反应堆回旋加速器在北京（中国科学院近代物理研究所）建成并开始运转，标志着中国进入原子能科学研究和应用阶段。
- 1960年11月5日，中国第一枚导弹“东风一号”在酒泉发射场发射成功，属仿苏地对地近程导弹[165]。
- 1964年6月29日，中国第一枚自主研制的导弹“东风二号”在酒泉发射场成功发射并命中目标[165][166]。此前1962年3月21日，中国自行设计的第一枚导弹发射失败[165]。

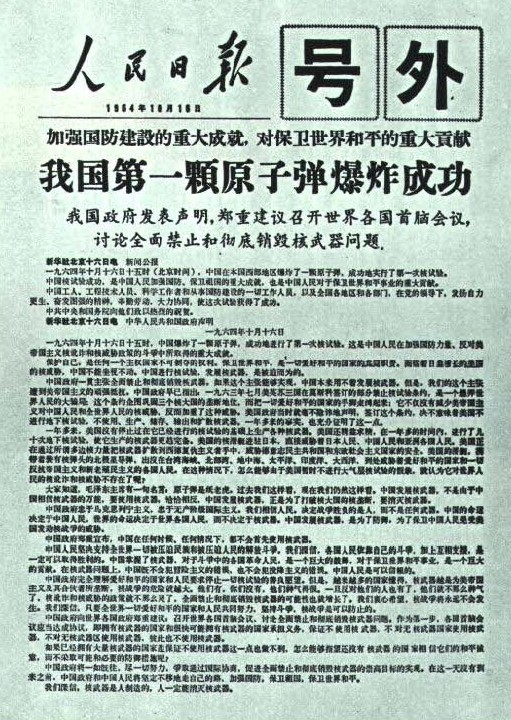
1964年10月16日，《人民日報》報導中國首枚原子彈試爆成功

- 1964年10月16日，中国第一颗原子弹（代号“596原子弹”）在罗布泊爆炸成功，中国成为世界上第五个拥有核武器的国家[167]。这颗装置以高浓铀为装料，采用“内爆法”和塔爆方式[142]。同日，中华人民共和国政府发表声明称：“中国发展核武器，是为了防御，为了保卫中国人民免受美国发动核战争的威胁。中国政府郑重宣布，中国在任何时候、任何情况下，都不会首先使用原子弹。”[168] 而据中国大陆官方释义，该原子弹的代号为“596”，是为了记住1959年6月苏联致函拒绝向中国提供核技术援助，寓意“争气弹”[124][169]。
- 1966年7月1日，中国人民解放军战略导弹部队正式成立，即“第二炮兵”或“二炮”，包括了核导弹部队[2][29][36]。
- 1966年10月27日，中国第一颗装有核弹头的地对地导弹（东风-2）飞行爆炸成功，此即“两弹结合”[4]。
- 1967年6月17日，中国第一颗氢弹在罗布泊空爆试验成功[170]。其中，中華人民共和國在1967年6月17日第六次核試驗中引爆了自行研發的類似美国泰勒-乌拉姆构型的多級熱核炸彈（氢弹），與第一次引爆裂變彈（原子弹）相距僅32個月，引爆的核彈當量331萬噸，是实现核裂變（原子弹）到核聚變（氢弹）武器發展最快的國家[171]。有一些中文資料中的片言隻語顯示，中國當時採用了同美国的泰勒-乌拉姆构型略有區別的于敏設計方案（设计全重为一吨左右，爆炸当量百万吨以上），這個方案的要點在於使用X射線透鏡而非X射線反射鏡來實現從初級到次級的能量傳送，即「球柱球結構」[172][173][174]。
- 1969年9月23日，中国成功地进行了首次地下核试验[175][176]。
- 1970年4月24日，中国第一颗人造卫星“东方红一号”在酒泉发射成功，中国成为世界上第五個能够独立发射人造卫星的国家[177]。

### 文革冲击及核战边缘

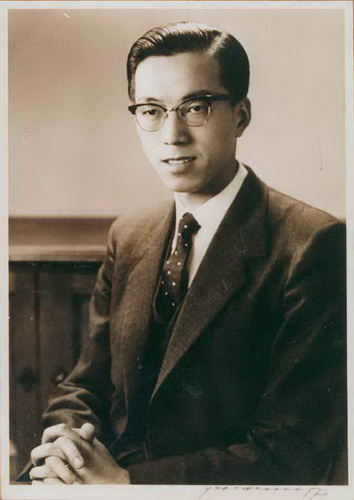
文革期间，“两弹一星”元勋姚桐斌被造反派毒打致死。

1966-1976年间，毛泽东等人发动并领导了的“文化大革命”，对两弹一星的研发以及中国科研的后续发展造成了重大冲击，部分科研项目停滞、科研队伍解散，众多科研工作者受到政治迫害，许多拥有英美留学背景的科研人员被打成“间谍”或“特务”。1968-1969年，大批科学家和知识分子在文革“清理阶级队伍”的政治清洗中遭到迫害。截止1968年底，中国科学院在北京的170余位高级研究人员中（均是院士）就有131位被打倒，当年即有20位一级研究员自杀，全院在文革中被抄家的达1909户，共有229人被迫害致死。

而在文革“清理阶级队伍”运动的同时，中苏军事冲突升级：1969年两国在“珍宝岛事件”后一度处于核战争边缘，苏联计划核打击中国北京、长春、鞍山等重要工业城市以及两弹一星的核试验基地罗布泊、发射基地酒泉和西昌，8月底苏联空军在远东地区进行了准攻击行为，并于9月25日进行了核试验。据苏联外交官、联合国高级官员阿尔卡季·舍甫琴科的回忆录等文献记载，时任苏联国防部长格列奇科元帅提议，无限制使用几百万吨级的核弹头“一劳永逸地消除中国威胁”。中国方面则于9月23日成功进行了首次地下核试验，六天之后又爆炸了一枚当量达300万吨级的氢弹，不久中国将以苏联境内各战略要点为目标的配备氢弹头的地对地导弹增加至50枚。1969年10月，面对苏联的核威胁，毛泽东及中共中央决定紧急疏散在京的党和国家领导人，时任中共中央副主席、中央军委副主席林彪随后下达《第一号号令》，中国核导弹部队“二炮”随即进入全面核战备状态，这是在中华人民共和国历史上的第一次也是至今唯一一次，而时任美国总统理查德·尼克松对中苏之间的核危机进行了干预。1969年11月，作为两弹一星核心基地的青海“221”核武器研究基地被解放军军管，周恩来派出军方人士前往进行清队，一些核基地内的工作人员被认为是苏联的“特务”。截止1971年9月13日，青海核基地内有四千多名职工受到迫害和审查，310多人致伤、致残，40多名职工自尽，5人遭到枪决；而1971年文革期间的林彪九一三事件，也导致中国大陆于“东方红一号”人造卫星成功发射后开启的载人航天“714工程”搁浅。

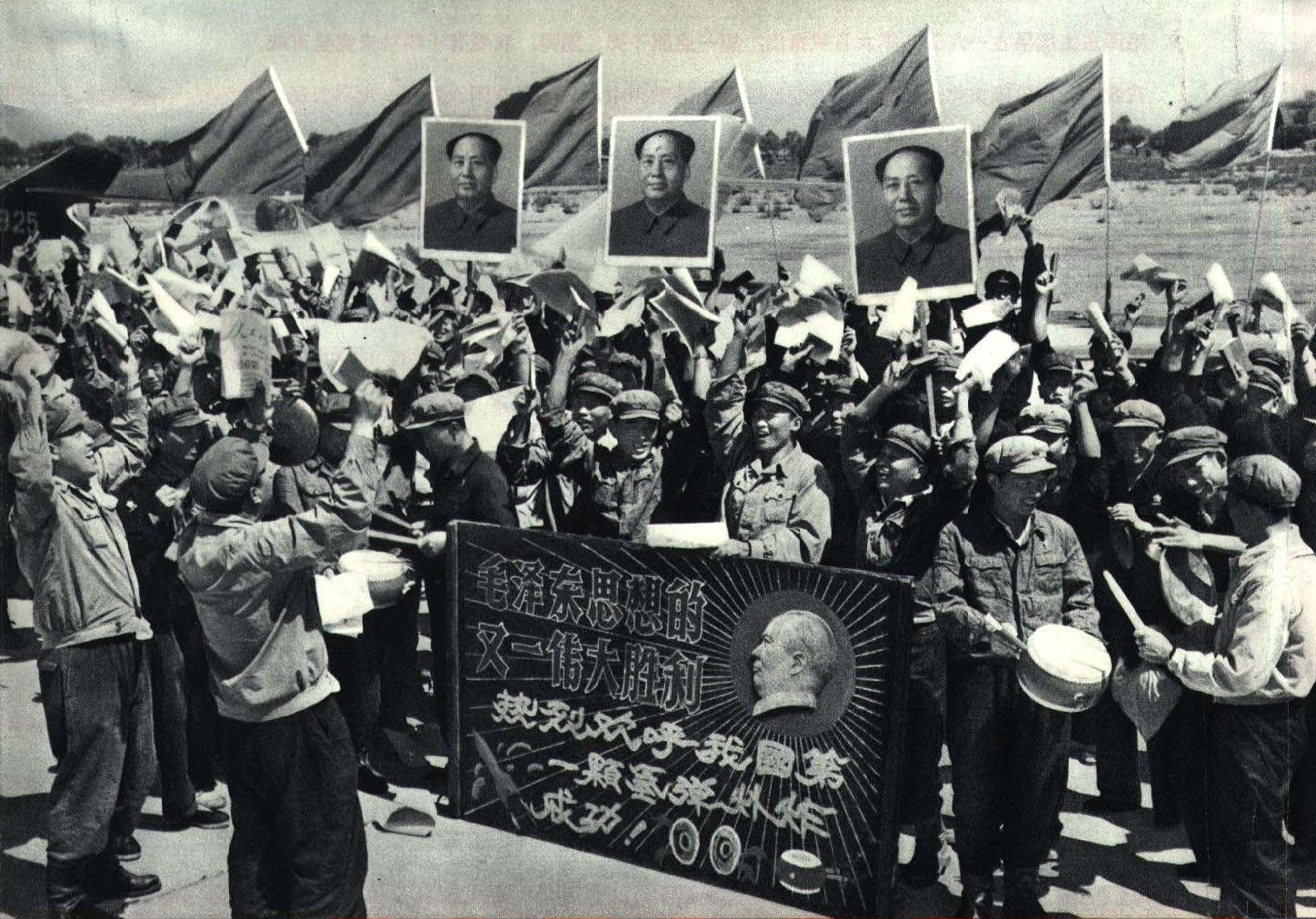
1967年的一幅“人民畫報”：氢弹的成功试爆被描述為「毛澤東思想的又一偉大勝利」

广泛而言，文革期间，知识分子被视为“反动学术权威”，遭到批判和迫害，甚至被贬低为“臭老九”。1968年，“两弹一星”元勋姚桐斌被毒打致死，“两弹一星”元勋赵九章遭迫害自杀身亡。而“两弹一星”元勋郭永怀于1968年不幸空难逝世后，其太太李佩（中国语言学家）被隔离审查、自杀未遂。“两弹元勋”邓稼先，以及“中国氢弹之父”于敏，均遭到了不同程度的批判和迫害；“两弹一星”元勋钱三强遭到批斗，之后和太太何泽慧一起被下放到陕西的五七干校进行劳改；“两弹一星”元勋王淦昌则被打为“资产阶级反动学术权威”，随核实验队一起被放逐到一个偏僻的地方，边斗私批修边进行实验；“两弹一星”元勋王大珩遭到迫害被发配去劳动，他“索性自愿去扫厕所”。而在文革末期1975年底开始的“批邓反击右倾翻案风”运动中，“中国导弹之父”钱学森曾发表大字报，并在批斗会上批判时任国防科委副主任、两弹一星负责人之一的张爱萍“是个魔鬼”，导致后者心脏病突发住院。
另一方面，钱学森、钱三强、任新民等少部分人曾受到时任国务院总理周恩来一定程度的庇护；其中周恩来于1966年8月底特别列出了《一份名单》并交由毛泽东批准，试图保护名单中的人物免遭直接批斗与人身攻击，他强调：“这些同志都是搞国防科研的尖子，即使不是直接参加某工程的，也要保护，主要是从政治上保护他们，不许侵犯他们、抓走他们；如果有人要武斗、抓人，可以用武力保护。总之，要想尽一切办法，使他们不受干扰，不被冲击。” 此外，1966年8月23日，聂荣臻在第五十五次中央军委常委会上提出，“两弹”试验基地的任务很重，有些科研单位的情况也是如此，要推迟开展文化大革命，得到会议同意，两弹一星的研制因此得以继续进行；聂荣臻也曾出动部队保护一些两弹一星的科研人员和科研资料。

## 后续及影响

### 拨乱反正前后

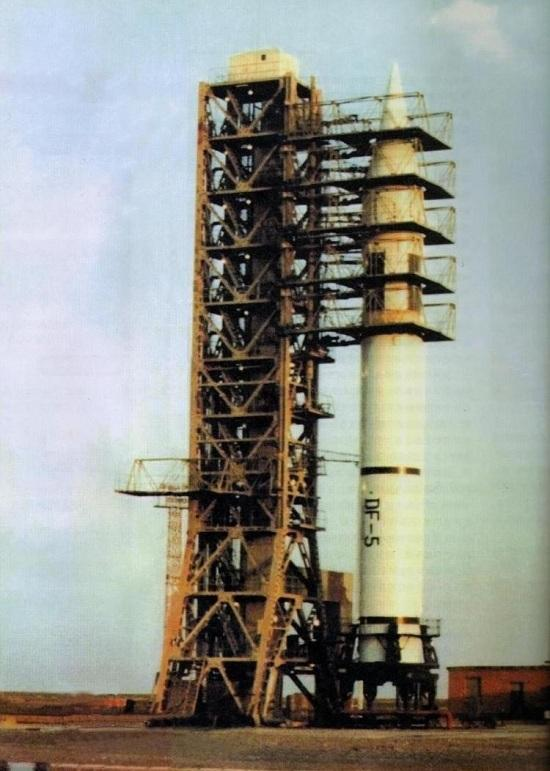
中国第一代地对地洲际弹道导弹“东风五号”于1980年5月18日全程飞行试验成功（图示为1971年早期的东风五号导弹）。

1975年初，邓小平被任命为中共中央副主席、国务院第一副总理、中共中央军委副主席，开展了文化大革命后期短暂的“全面整顿”，指示恢复和健全中国科学院的工作，但不久就在“批邓反击右倾翻案风”中于1976年初再次被打倒。1975年9月26日，邓在听取《科学院工作汇报提纲》时，首次提出：“科学技术叫生产力，科技人员就是劳动者。” 1975年整顿期间，胡耀邦曾担任中科院领导职务120天，将800多名科研人员从被迫害或劳动改造中解放出来，其中包括“两弹一星”元勋钱三强、生物化学家邹承鲁、数学家陈景润等人。1975年11月26日，中国第一颗返回式卫星“尖兵一号”发射成功，并于3天后按预定计划返回地面，中国成为继苏联、美国之后世界上第三个掌握从轨道上回收卫星技术的国家。 
1977年5月，邓小平在第三次复出前夕，同两位中央官员谈话时呼吁，要“尊重知识，尊重人才，要反对不尊重知识分子的错误思想。” 1977年夏，邓小平第三次复出政坛，后于1978年12月在中共十一届三中全会上确认领导地位，取代华国锋成为中华人民共和国实际上的最高领导人。与此同时，1970年代末至1980年代初，邓小平、胡耀邦等人主导了拨乱反正，开展平反冤假错案，为在文革期间受迫害的知识分子平反并恢复名誉；其中，官方为姚桐斌、赵九章等在文革期间受迫害的两弹一星研究人员进行了平反，并将姚桐斌追认为“烈士”。1978年3月，全国科学大会在北京召开，邓在会上发表讲话，认为知识分子“已经是工人阶级自己的一部分”，并再次强调“科学技术是生产力”的观点。“两弹一星”元勋、中国科学院院士王希季对此曾回忆：“粉碎‘四人帮’，使知识分子政治上获得第二次解放，但是精神枷锁还不少。听了邓副主席讲话，感到思想上也得到了解放……为我们向科学技术现代化进军扫除了一大思想障碍。”
此后，改革开放早期，为应对1983年美国总统罗纳德·里根提出的“星球大战计划”，王大珩、王淦昌、杨嘉墀、陈芳允四位“两弹一星”元勋于1986年3月致信邓小平，促成了中国高新技术发展的“863计划”，由时任国务院总理赵紫阳等人具体负责，而此前两弹一星研发过程中所取得的科研成果也为“863计划”打下了基础。“863计划”也直接促成了1992年中国载人航天“921工程”的启动。

### 核辐射影响
1960年代起，参与新疆罗布泊马兰基地核试验的许多士兵和研究人员曾长期受到核辐射影响，多人患癌症身亡或致残，但中国大陆官方以及媒体对核试验的负面影响少有提及。“两弹一星”元勋邓稼先从1964年中国大陆第一颗原子弹爆炸到1986年患癌逝世，22年间一共参与了32次核试验，其中亲自前往罗布泊指挥工作队参与实验15次，身体长期遭受大量核辐射，导致患上直肠癌。1980年代初，中国第一批参加核试验的老兵到罗布泊马兰基地上访，贫病交加；据退役的解放军军官高峰介绍，军队上级对这些老兵的态度敷衍冷淡，至90年代初基地开始不接待上访，而另一方面，由于高辐射、高污染，军队中的主要领导并不会亲自来到核试验场区，多是派副官或参谋前往。此后亦有遭核辐射的退伍军人在各地上访抗议，其中部分获得过试验基地和中国政府一定程度的补贴，而北京也针对参加过核试验的军人发布过多份相关文件。
此外，1986年3月，中国政府发表声明：“我国已多年未进行大气层核试验，今后也将不再在大气层进行核试验。” 中国大陆官方研究人员于1989、1990年发表论文，称对新疆核试验场周围地区环境辐射对居民健康影响进行了调查，“未发现该地居民恶性肿瘤和遗传性疾病的增加。” 但1990年代有非官方研究认为，新疆罗布泊核试验地区居民癌症的发病率明显高于正常水平。2009年，新疆维族医生安华托蒂（Enver Tohti）与日本札幌医科大学物理学家高田纯（Jun Takada）研究认为，从1964年第一颗原子弹爆炸至1996年中国政府签署《全面禁止核试验条约》宣布暂停核试验（共已进行46次核试验），新疆当地居民包括维吾尔族人因核辐射，导致淋巴癌、肺癌、白血病的发病率大大上升，可能有十几万人因此丧生、100余万人受核辐射影响。同年，中国大陆官媒对此进行了反驳，并认为托蒂是“东突”分子，造谣说谎。

### 追认“两弹一星”元勋

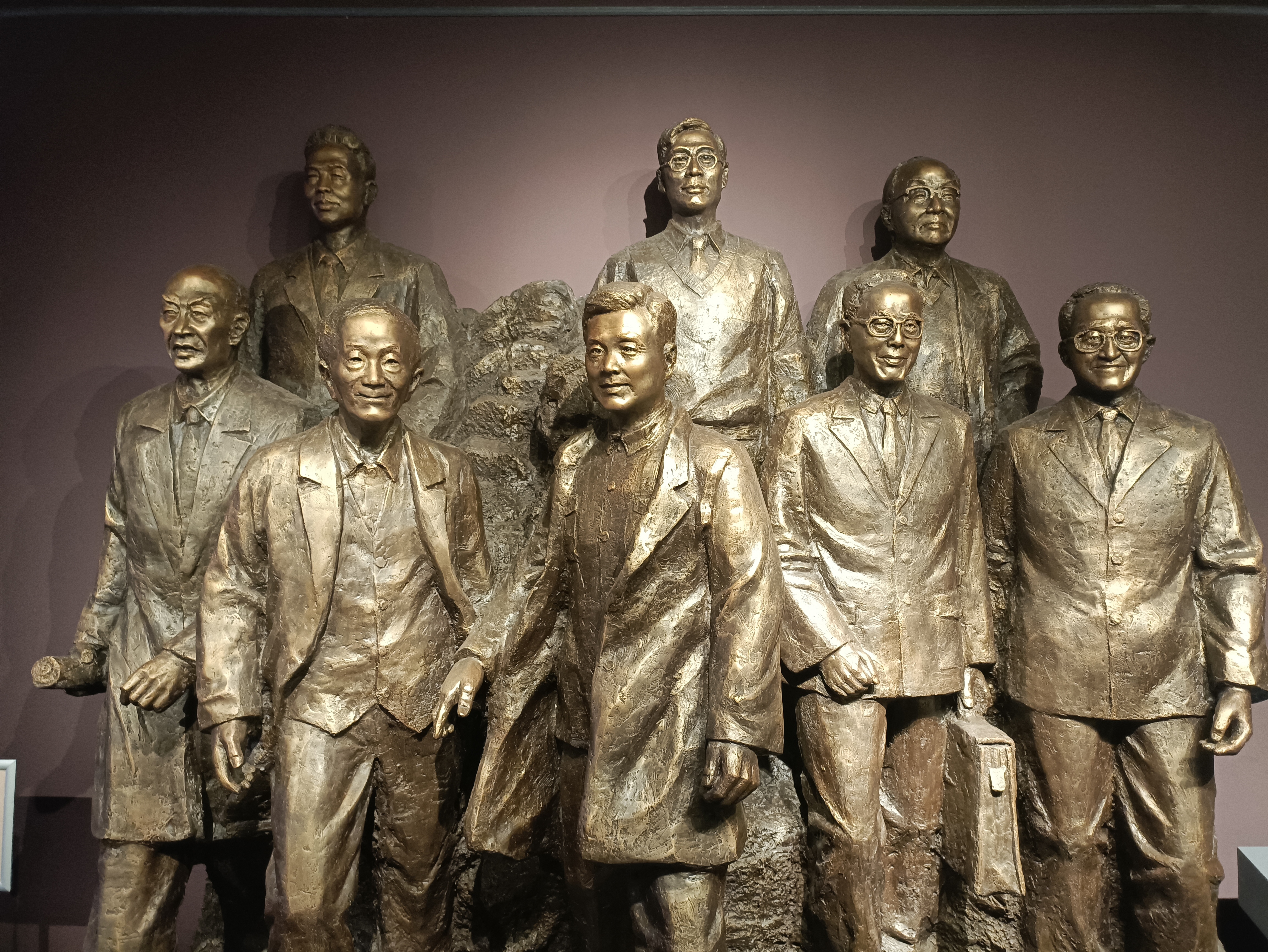
“两弹一星”元勋雕像（西南联大博物馆）

1999年5月5日，新华社将前中顾委常委、中国科学院副院长张劲夫的署名文章《请历史记住他们——关于中国科学院与“两弹一星”的回忆》以通稿发出，首次向外界披露这段历史。1999年9月18日，中国共产党中央委员会、中华人民共和国国务院以及中央军事委员会举行了表彰“两弹一星”元勋的大会，制作了“两弹一星功勋奖章”，授予或追授给于敏、王大珩、王希季、朱光亚、孙家栋、任新民、吴自良、陈芳允、陈能宽、杨嘉墀、周光召、钱学森、屠守锷、黄纬禄、程开甲、彭桓武、王淦昌、邓稼先、赵九章、姚桐斌、钱骥、钱三强、郭永怀共23位为研制“两弹一星”作出突出贡献的科技专家。“两弹一星功勋奖章”直径80毫米，为99.9%黃金所製，重约515克，奖章主体图案以五星、长城、橄榄枝和光芒组成。
此23位科学家被中国共产党和中华人民共和国政府称为“两弹一星”元勋（其具体信息参见两弹一星功勋奖章#获奖者列表）。时任中国共产党中央委员会总书记江泽民在颁发仪式的讲话中，提出了“热爱祖国、无私奉献，自力更生、艰苦奋斗，大力协同、勇于登攀”的“两弹一星”精神。

## 各方反应及评价

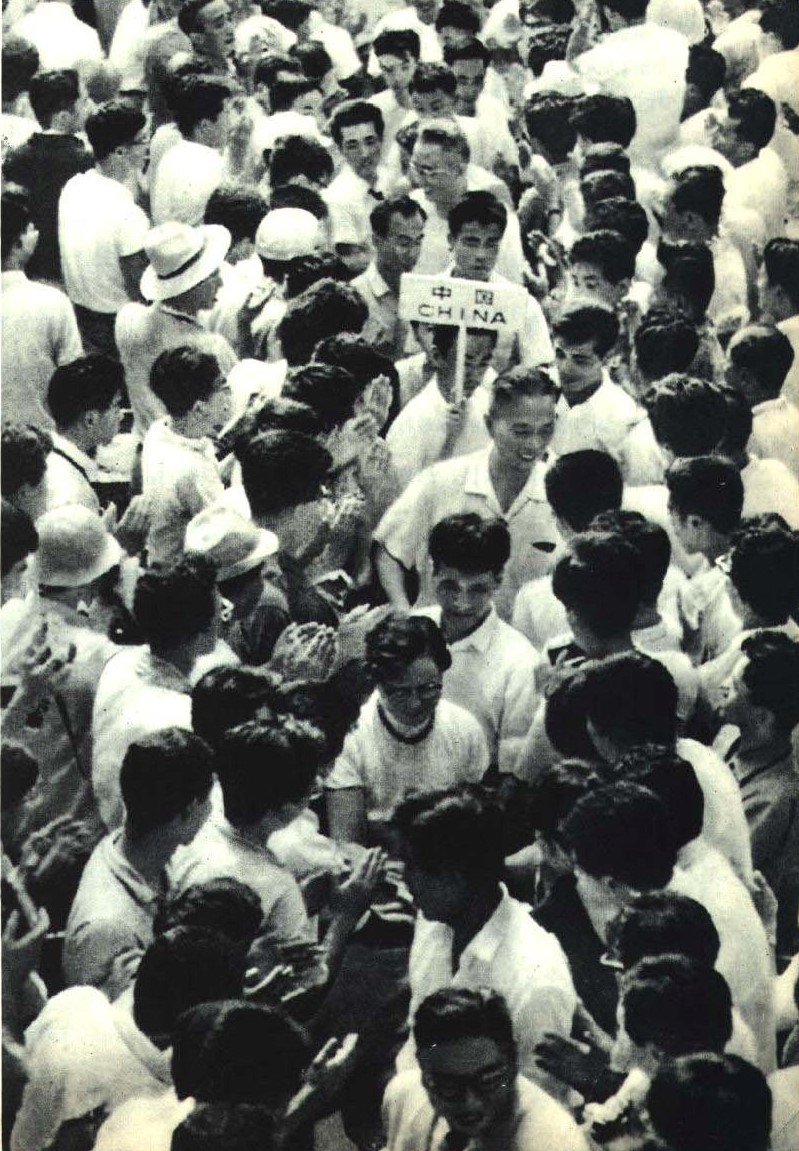
1963年8月，以赵朴初为团长的中华人民共和国代表团参加在日本广岛举行的第九届禁止原子弹氢弹世界大会。但次年10月，中国大陆即爆炸第一颗原子弹。

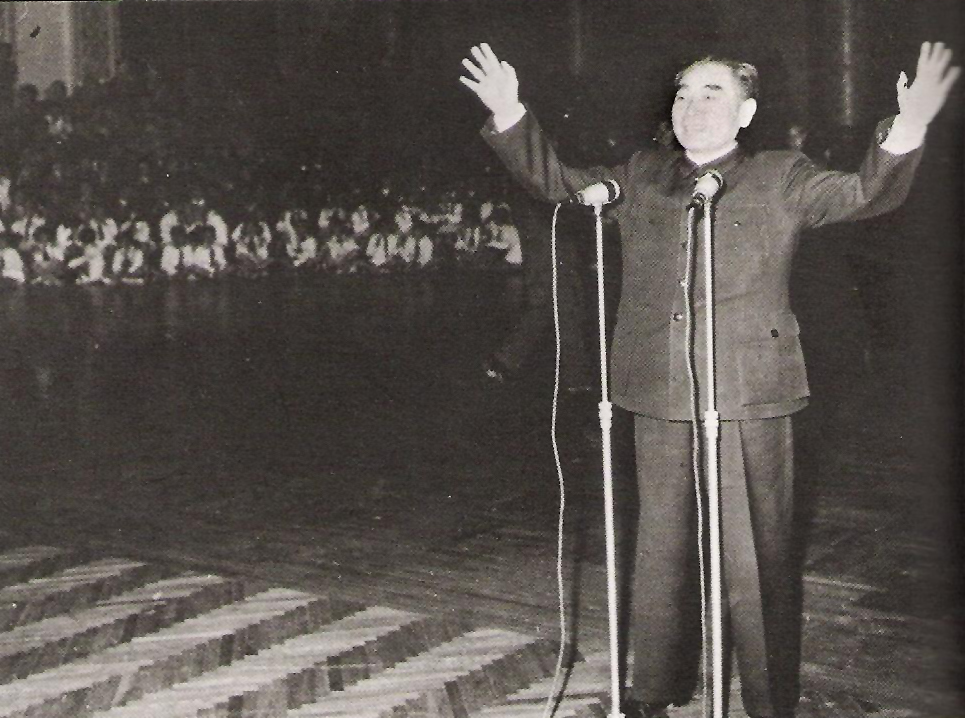
1964年10月16日，中国国务院总理周恩来宣布中华人民共和国第一颗原子弹爆炸成功。

1964年10月，在中华人民共和国第一颗原子弹爆炸后，美国、苏联、英国、法国、日本等国家的政府和媒体均对此作出了回应和报道。在美苏英于1963年签订了《部分禁止核试验条约》的背景下，英国政府表示对共产中国无视世界舆论而进行核爆的行为深感失望和遗憾；时任美国总统林登·约翰逊也发表声明，称“中共核武器计划对于在中共政权统治下遭受苦难的中国人民来说是一场悲剧。本可以用来改善中国人民福祉的稀缺经济资源，却被用来生产简陋的核装置，只能增加中国人民的不安全感。... 我们与全人类一起对中共试验造成的大气污染表示遗憾。我们将持续尽我们所能保持大气层的洁净。我们将全心全意地采取具体和实际的措辞，远离核军备和战争，走向一个合作、发展与和平的世界。” 苏联方面，由于苏联领导人赫鲁晓夫在中国原子弹爆炸的前一天下台，苏联中央报纸对中国这次核试验的报道异常低调和简短，而苏联人对中国首次核试验成功反应不一。法国方面也出现了多样反应，日本官房长官则发表声明称：“共产党中国径行爆炸它的第一个核装置，这是极其令人遗憾的，它完全忽视了全人类的真诚祈祷。” 此外，时任越南总理范文同致电时任中国国务院总理周恩来，认为中国第一颗原子弹研制成功，有助于加强中华人民共和国的国防力量，是对民族解放运动的有力鼓舞，为加强社会主义力量、维护世界和平做出了积极贡献。朝鲜首相金日成致电周恩来，认为中华人民共和国掌握核武器，是针对美国核威胁和核讹诈而采取的自卫措施，是完全正确的，是对亚洲和世界和平事业的巨大贡献。

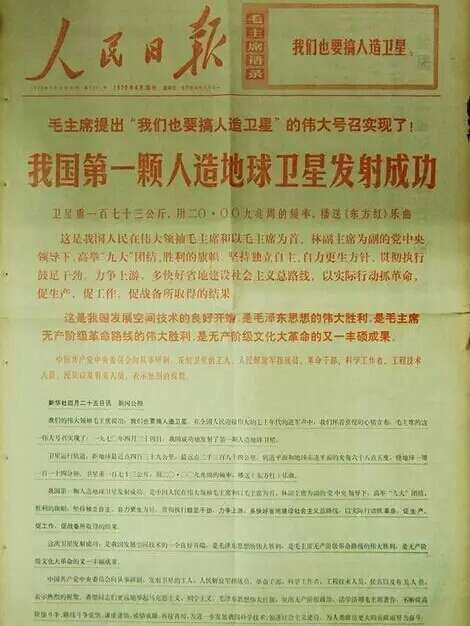
1970年4月26日，《人民日报》报道“东方红一号”人造卫星发射成功。

1970年4月24日，中华人民共和国成功发射第一颗人造卫星“东方红一号”后，美国国家航空航天局以及国防部的官员对此表示欢迎，认为这是一次期待已久的事件，证实了中国不断增长的技术能力。此外，1970年4月28日的《参考消息》也报道了部分国家对中国卫星上天的反应和评论，在中苏交恶和边界冲突的背景下，其中美联社发自莫斯科的报道提到“苏联的受政府控制的新闻机构对共产党中国发射第一颗地球卫星的事几乎是不理不睬，但是俄国的人们对此事表现出非常感兴趣和惊讶。”
1988年10月24日，时任中国最高领导人邓小平在视察北京正负电子对撞机工程时，发表讲话《中国必须在世界高科技领域占有一席之地》，认为“如果六十年代以来中国没有原子弹、氢弹，没有发射卫星，中国就不能叫有重要影响的大国，就没有现在这样的国际地位。这些东西反映一个民族的能力，也是一个民族、一个国家兴旺发达的标志。” “两弹一星”一词也被认为是从邓小平此次讲话中延伸出来。 
1999年9月19日，中共官方的《人民日报》在“两弹一星”元勋表彰大会的次日发表社论，认为“‘两弹一星’是新中国伟大成就的象征，是中华民族的骄傲。...‘两弹一星’事业所取得的巨大成就，是中国人民挺直腰杆站起来的重要标志，极大地鼓舞了全党全军全国人民的斗志，增强了民族凝聚力，激发了振兴中华的爱国热情。”

2007年，“两弹一星”元勋、前全国人大常委会副委员长、前中国科学院院长周光召在接受采访时提到，中华人民共和国成立之初，全社会形成了尊重科学、尊重知识和尊重人才的氛围，从而吸引了数万名知识分子从海外归来，中国政府也对核武器研制进行了战略部署。周光召认为：
正是当时整个社会尊重科学和知识的氛围，培养出了一大批新中国自己的技术骨干——参加“两弹一星”研制的一大批人都是在这样的环境中成长起来的。... 当然，这中间也经历了曲折。1958年开始的“反右”和“大跃进”等运动，完全破坏了科学研究的秩序和应该遵循的规律，使得整个社会丧失了科学精神。... 解放初期形成的良好科学研究的氛围和实事求是的精神，被破坏殆尽。直到1961年，这种情况才得以纠正。... 回顾“两弹一星”的研究，那时候团队精神和学术民主的氛围都很好。拿今天的话来说，是软环境很好。当时，我们完全是针对问题本身展开各种讨论甚至争论，根本没有等级和身份方面的顾虑和限制。
2011年，前解放军第二炮兵司令员李旭阁在其所著的《原子弹日记》一书中认为，“在新中国60多年的历史性大决策中，堪称中国大决策有三：一曰出兵朝鲜；二曰“两弹一星”；三曰改革开放。它对中华民族历史进程的影响将会长达百年，甚至更远，并荫泽万世。而我们这代人的命运，皆与这三个历史性事件息息相关。”
2016年，前解放军第二炮兵副司令、中华人民共和国国史学会“两弹一星”分会的会长张翔认为，“说起‘两弹一星’对新中国的贡献，首先，‘两弹一星’铸就了共和国的核盾牌，奠定了我国国防安全的基石，给新中国的发展创造了一个相对和平、有利的国际战略环境；其次，‘两弹一星’深刻影响着国际战略格局演变，塑造了中国崭新的大国形象；此外，‘两弹一星’对我国的科技进步和经济发展，对于振奋中华民族的拼搏精神、提升民族凝聚力都起到了巨大的推动作用。”
2017年，英国广播公司（BBC）发表文章认为，当初中共领导人毛泽东力主发展核武器的考虑是他眼中的来自美国的核威胁或核讹诈，以及赫鲁晓夫时期苏联同美国搞“缓和”，搞核禁试，阻止中国拥核，中国认为苏联变成了修正主义，要出卖中国利益。BBC引述赫鲁晓夫回忆，毛泽东曾经对他说同美国打核大战不可怕，“他说如果核战让世界人口损失一半，但还会剩下一半，那样帝国主义将会被全部毁灭，而社会主义还会存在”，对此BBC引述美国《国家利益》杂志的观点称，“虽然金正恩的核武野心令各国提心吊胆，但毛泽东对核武器的观点比金正恩更可怕。”
2019年，美国之音发表评论文章提到，为毛泽东辩护的人声言，毛发动的文化大革命并不是一无是处，他们认为两弹一星就是在文革中完成的“了不起的成就”。对此该文章认为，“在过去的十几年里，朝鲜金家王朝不顾人民死活追求两弹一星的做法使毛泽东发动文革取得骄人的重大成就的说辞不攻自破。与朝鲜一样，毛泽东力主和推动的两弹一星项目也是在中国极其贫穷、在大批人饿死的情况下上马的。实际上，在文革中间，毛泽东所挑选的接班人林彪就在私人日记中对毛泽东不顾人民死活追求给他自己脸上贴金的大国地位的做法提出了异议。”